# Piliocolobus rufomitratus
Procolobus rufomitratus là một loài động vật có vú trong họ Cercopithecidae, bộ Linh trưởng. Loài này được Peters mô tả năm 1879.

## Hình ảnh

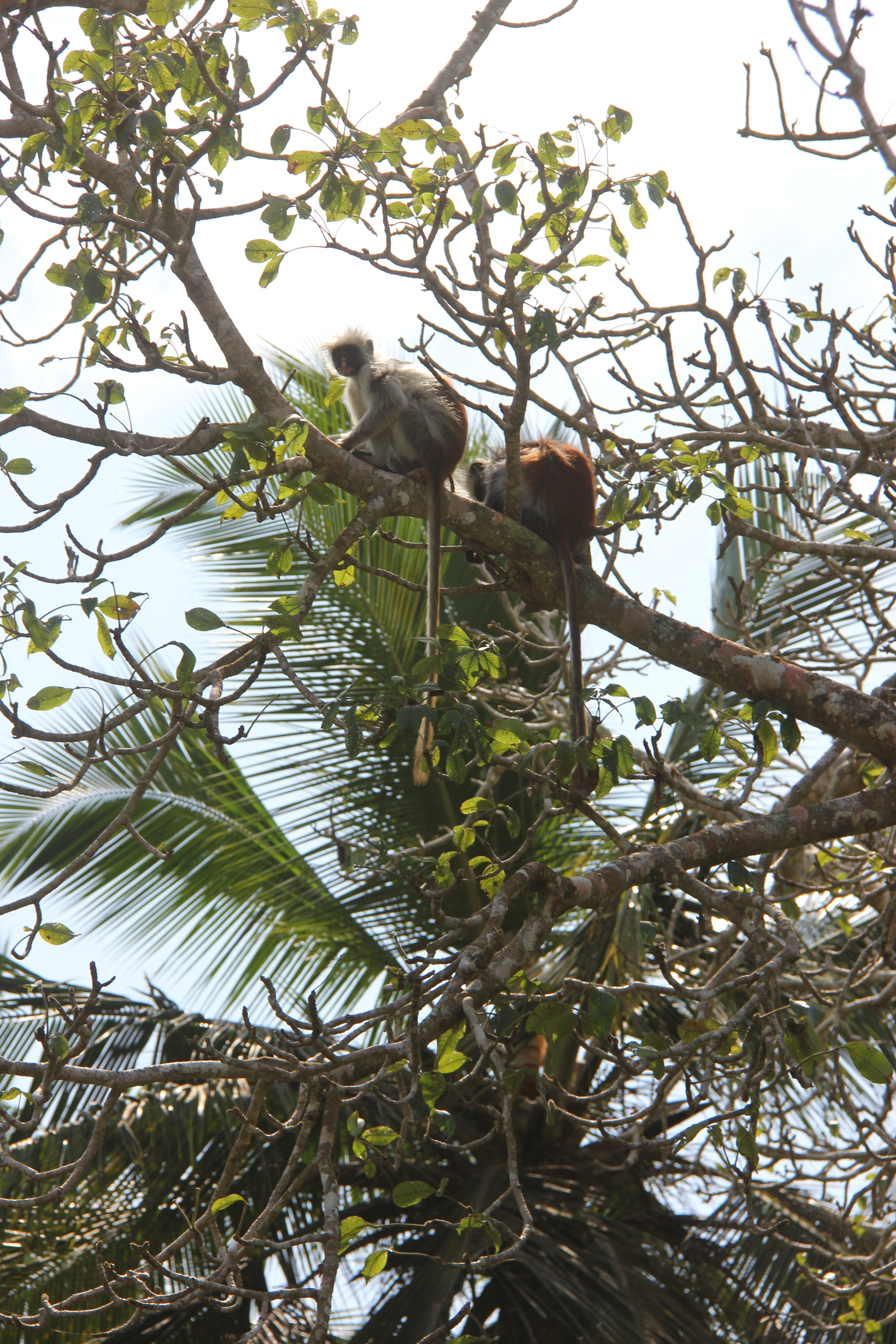
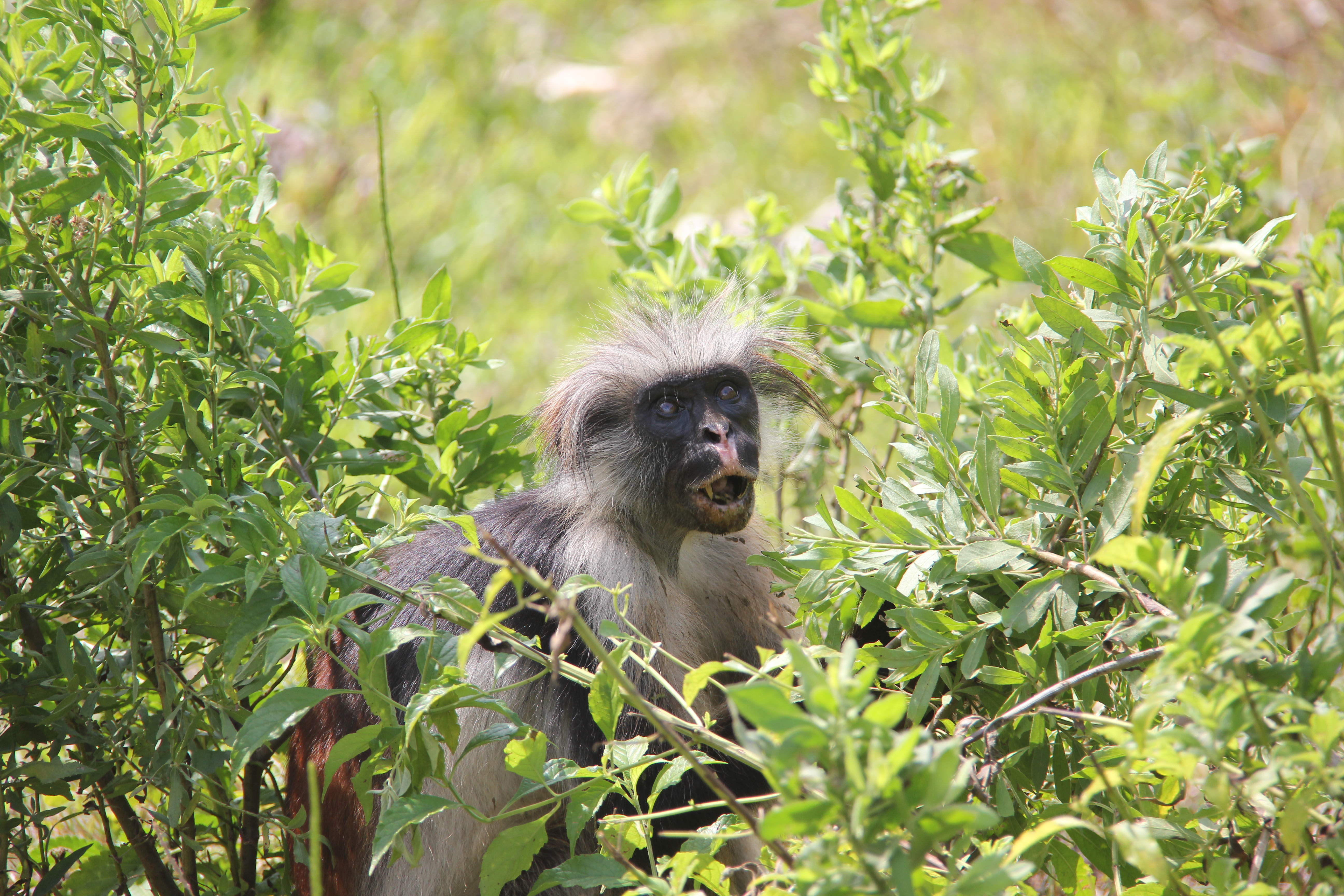
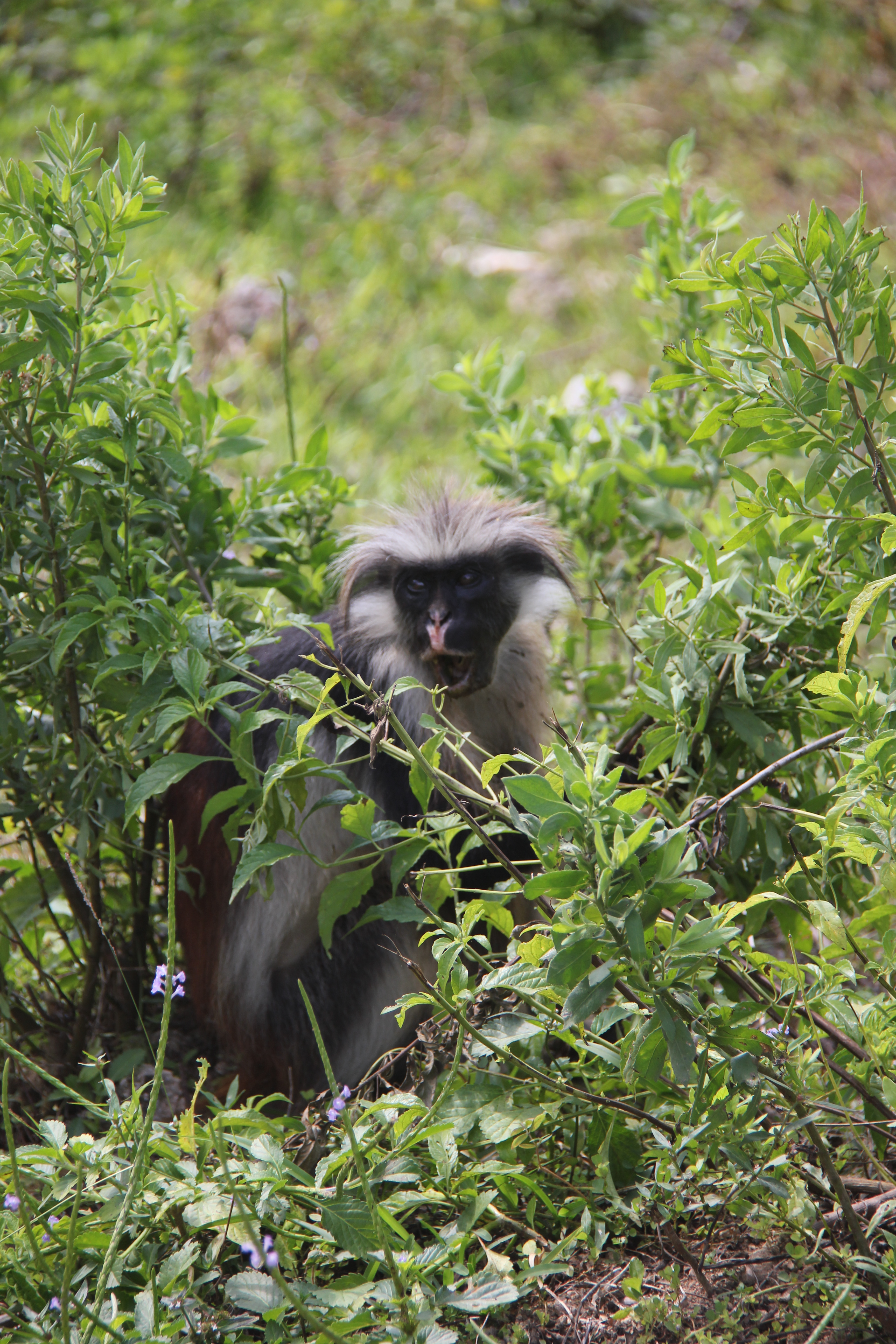
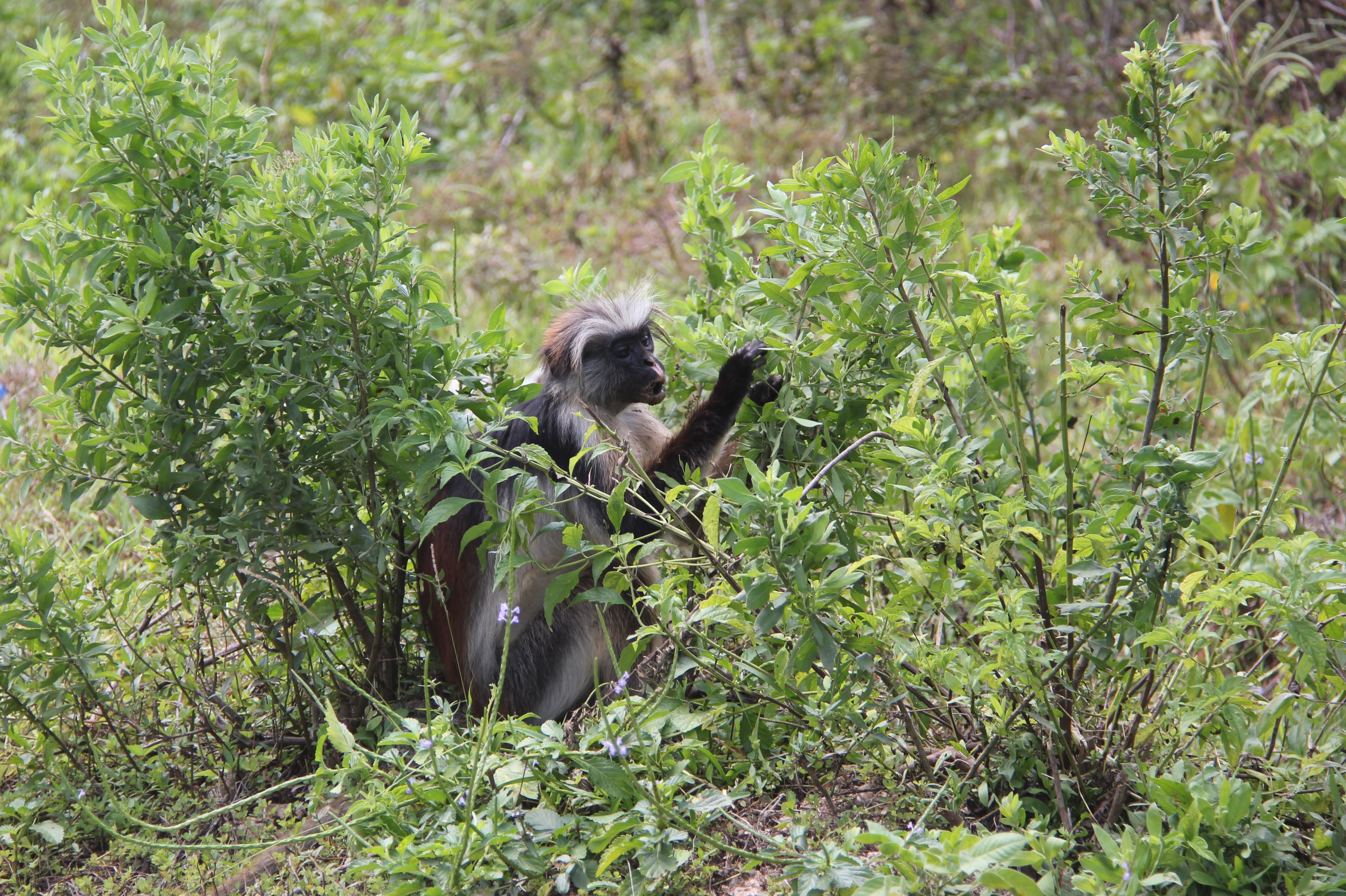